# المسجدين (بني مطر)

تعديل مصدري - تعديل

المسجدين هي إحدى قرى عزلة جبل النبي شعيب بمديرية بني مطر التابعة لمحافظة صنعاء، بلغ تعداد سكانها 127 نسمة حسب تعداد اليمن لعام 2004.